# Горошовцы
Горошо́вцы (укр. Горошівці) — село в Юрковецкой сельской общине Черновицкого района Черновицкой области Украины.
До 2020 года входило в Заставновский район.
Население по переписи 2001 года составляло 1096 человек. Почтовый индекс — 59442. Телефонный код — 3737. Код КОАТУУ — 7321583601.